# Justas Lasickas
Justas Lasickas (ur. 6 października 1997 w Wilnie) – litewski piłkarz występujący na pozycji pomocnika w klubie HNK Rijeka oraz w reprezentacji Litwy.

## Kariera klubowa
Wychowanek akademii piłkarskiej FK Žalgiris. W 2012 roku, w wieku 14 lat, zaliczył 2 spotkania w drużynie rezerw grających w LFF Dublerių Lyga. Od sezonu 2013 jako gracz FK Žalgiris-2 rozpoczął występy w LFF I lyga. Na przełomie października i listopada 2014 roku odbył testy w zespołach młodzieżowych Dinamo Zagrzeb i HNK Rijeka, po których powrócił do macierzystego klubu. 23 listopada 2014 zadebiutował w A lyga w wygranym 6:1 meczu przeciwko Klaipėdos Granitas, zaliczając symboliczny wkład w zdobycie mistrzostwa Litwy 2014. W sezonie 2015 rozegrał w litewskiej ekstraklasie 4 spotkania i wywalczył kolejne mistrzostwo kraju. W sezonie 2016 rozpoczął regularne występy i zdobył z Žalgirisem tytuł mistrzowski, dwukrotnie Puchar Litwy (za edycje 2015/16 oraz 2016) oraz Superpuchar Litwy. Latem 2017 roku został wypożyczony na okres 12 miesięcy do serbskiego klubu FK Zemun. 5 sierpnia zadebiutował w SuperLidze w przegranym 1:2 meczu z Radnički Nisz. W sezonie 2017/18 rozegrał on łącznie 34 spotkania i zdobył 3 bramki. W maju 2018 roku odbył testy w Lokomotiwie Moskwa, po których zaoferowano mu propozycję gry w zespole rezerw, na którą nie przystał.
W sierpniu 2018 roku Lasickas podpisał trzyletni kontrakt z Jagiellonią Białystok prowadzoną przez Ireneusza Mamrota. 26 sierpnia zanotował jedyny występ w Ekstraklasie w przegranym 2:3 meczu przeciwko Miedzi Legnica, w którym wszedł na boisko w 75. minucie, zmieniając Mile Savkovicia. Po zakończeniu sezonu 2018/19 rozwiązał za porozumieniem stron swoją umowę i na zasadzie wolnego transferu przeniósł się do FK Voždovac. 19 lipca 2019 zadebiutował w serbskiej ekstraklasie w spotkaniu przeciwko FK Bačka Topola, przegranym 1:2.

## Kariera reprezentacyjna
W latach 2013–2017 występował w juniorskich i młodzieżowych kadrach Litwy w kategorii U-16, U-17, U-18, U-19 oraz U-21.
W marcu 2018 roku otrzymał od selekcjonera Edgarasa Jankauskasa pierwsze powołanie do seniorskiej reprezentacji Litwy na towarzyskie mecze z Gruzją oraz Armenią. 24 marca zadebiutował w drużynie narodowej w przegranym 0:4 spotkaniu przeciwko Gruzji w Tbilisi, w którym pojawił się na boisku w 60. minucie za Arvydasa Novikovasa. 9 października 2021 zdobył pierwszą bramkę w reprezentacji w meczu z Bułgarią (3:1) w eliminacjach Mistrzostw Świata 2022.

### Bramki w reprezentacji
| LP | Data                | Miejsce            | Przeciwnik | Bramka | Rezultat | Ranga meczu                       |
| -- | ------------------- | ------------------ | ---------- | ------ | -------- | --------------------------------- |
| 1. | 9 października 2021 | Stadion LFF, Wilno | Bułgaria   | 1:0    | 3:1      | Eliminacje Mistrzostw Świata 2022 |

## Sukcesy
FK Žalgiris
- mistrzostwo Litwy: 2014, 2015, 2016
- Puchar Litwy: 2015/16, 2016
- Superpuchar Litwy: 2016

Olimpija Lublana
- Mistrzostwa Słowenii: 2022/2023, 2024/2025
- Puchar Słowenii: 2023